# エボシコクジャク
エボシコクジャク（烏帽子子孔雀、Polyplectron malacense）は、鳥綱キジ目キジ科コクジャク属に分類される鳥類。

## 分布
タイ南部（絶滅）、マレーシア（マレー半島）、ミャンマー（タニンダーリ管区南部〈絶滅？〉）
スマトラ島に分布する説もあるが、確実な記録はない。

## 形態
全長オス50センチメートル、メス40センチメートル。翼長オス20-21.5センチメートル、メス18-18.5センチメートル。全身の羽衣は褐色で、黒色斑が入る。
眼の周囲には羽毛がなく、橙色の皮膚が裸出する。虹彩は青白色。嘴や後肢は暗灰色。
卵は長径4.6センチメートル、短径3.7センチメートル。卵は淡褐色で、白い斑点が入る。
オスは頭頂の羽毛が伸長し（冠羽）、和名の由来になっている。冠羽は青緑色や青紫色。背に青紫色、尾羽に緑色、翼に青緑色の斑紋が入り、斑紋の周囲は淡褐色。メスは冠羽がなく、背や翼に黒い三角形や四角形の斑紋が入る。

## 生態
標高300メートル以下にある熱帯雨林に生息する。同所的に分布するアカコクジャクとは低地に生息することですみわけている。単独もしくはペアで生活する。
食性は雑食で、果実、陸棲の貝類などを食べる。
繁殖形態は卵生。飼育下では3-4月に1個の卵を産んだ例がある。抱卵期間は22-23日。

## 人間との関係
開発による生息地の破壊などにより生息数は減少している。